# Râul Drăgoi, Bălțatu
Râul Drăgoi este un curs de apă, afluent al râului Bălțatu. 